# あらびき団
『あらびき団』（あらびきだん）は、TBS系列で2007年10月10日から2011年9月27日まで放送されていたお笑いネタ番組。レギュラー放送終了後は、不定期に単発特番として放送されている。
当項ではレギュラー放送終了後のインターネット配信番組である『ナマイキ!あらびき団』、『パラビき!パラビき!あらびき団 〜四天王編〜』についても言及する。

## 概要
一芸を持ったパフォーマーを紹介する番組。番組名のあらびき団とは、「レフト藤井」と「ライト東野」（後述）により結成された「サーカス」の名称。そこに集まる粗削りな芸を持つ兵（つわもの）どもを団員と称す。その名のとおり荒挽きな（粗い）芸を披露する出演者が多い。それ故に番組独自のシュールな雰囲気を持ち、他のお笑い番組とはどこか一線を画している。ただし、お笑い以外の芸や荒削りとは言いがたい完成度の高い芸が披露されることもある。
番組開始当初は日本テレビの『エンタの神様』出演者養成番組（非公式）、25歳フリーターに向けての番組と紹介されており、はるな愛、モンスターエンジン、みっちー、カノン、どぶろっく、アイヒマンスタンダード、ガリガリガリクソン、ダブルネームなどが実際に『エンタの神様』へ進出している。しかし『エンタの神様』が2010年3月を以て終了後は、ライト東野の一声で今後は『世界の果てまでイッテQ!』養成番組（非公式）とされた。放送時間の移動した2010年4月からはあらびきパフォーマーによるロケ企画が開始したが、数回で自然消滅した。
2008年5月7日放送よりタイトルロゴを変更した。
2009年4月1日放送よりTBSと一部系列局で23:55から『もうすぐあらびき団』を放送し、新聞など一部の番組表ではフライングスタート扱いになった。内容は前回放送した内容のダイジェストとその日の放送内容の予告となっているが、23:59からの本編のオープニングとほとんど同じ映像の場合もあった。なお、番宣や編成の都合により『もうすぐあらびき団』を放送せず本編から始める回もあった。
2010年4月6日より火曜23:50 - 翌0:20枠の放送に変更。同時に『もうすぐあらびき団』は関東ローカルのミニ番組『6チェン!』枠（23:45 - 23:50）での放送となり、TBSのみがフライングスタートとなった。不定期に後座番組『ミッションV6』と交互に1時間SPを放送されることもあった。
番組開始当初から長らく4:3の標準画質放送であったが、2010年4月27日より、一部シーンの映像以外はハイビジョン制作となり同時にアナログ放送は16:9のレターボックスサイズとなり、音声モードがモノラル放送（モノステレオ放送）からステレオ放送に変更した。
2016年12月29日（28日深夜）に『あらびき団オールナイト祭!』として、地上波では5年ぶりの復活となる特別番組を放送。ただし、東野が裏番組『東野・岡村の旅猿 プライベートでごめんなさい…』（日本テレビ）に出演している関係から0:10 - 1:40（第1部）、2:10 - 3:40（第2部）の二部構成となった。
2017年7月13日 23:56 - 翌0:55に『あらびき団夏祭り2017』として、昨年末以来約半年ぶりの特別番組を放送。
2017年12月29日 23:50 - 翌3:50に『朝まであらびき団スペシャル あら-1グランプリ2017』として、昨年に次ぐ2年連続の年末特番の放送となる特別番組を放送。また、番組史上最長の4時間スペシャルとなる。
動画配信サービスParaviでは、2018年5月より『ナマイキ!あらびき団』（TBSチャンネル版）、2016年・2017年のスペシャルが配信されているほか、レギュラー放送版の一部もアーカイブに追加されている。
2018年12月30日（29日深夜）に『朝まであらびき団SP あら1グランプリ2018』として、昨年に次ぐ3年連続の年末特番の放送となる特別番組を放送。また、1:10 - 2:40（第1部）、2:50 - 3:50（第2部）の二部構成となった。
2020年5月30日に約1年半ぶりに『あらびき団レジェンド祭!』として、地上波放送分のベストセレクションを放送。放送時間は15:00 - 16:54の関東ローカルで、レギュラー時代から含めて深夜帯以外ではなく昼・夕方の時間帯での放送は今回が初となる。
2021年10月15日（14日深夜）に新作としては2年半ぶりに『あらびき団2021』として放送。同年9月21日にはこれに先駆けYouTube公式チャンネルが開設され、10月23日にはオンラインイベント『あらびき団presents「あら-1グランプリ2021」〜あらのゴン攻め 力尽きるまでエンドレス生配信〜』が配信された。
2022年2月12日 19:00 - 21:00に『あらびき団ゴールデンSP』と題して、番組初のゴールデンタイムでの2時間スペシャルが放送された。
2022年8月2日・8月3日 23:56 - 翌0:55に『あらびき団2夜連続SP 真夏の最強パフォーマー決定戦』と題して、番組初の2夜連続で放送された。
2022年10月8日放送の『お笑いの日2022』の企画ブロック（15:30 - 16:30）として本番組が放送された。また、地上波では番組初の生放送を実施。さらに、ゲストとして同番組MCのダウンタウンが出演した。
2022年12月29日 22:00 - 23:27に、『年末総決算!あら-1グランプリ2022』を放送。
2023年7月21日・28日 0:28 - 0:58に、『「あらびき団2023夏」〜みんなで笑おう！真夏の2週連続30分SP〜』を放送。

## 放送内容
- 粗挽き芸人の芸が披露される。一組ごとに司会の2人の反応、数組ごとに感想を交えたフリートークが挿入される。また、ネタVTR中に2人の発言がフキダシで表示される事もある。
- 粗い芸を見せるというコンセプトゆえに、出演芸人も基本的にブレイク前、もしくはこの番組をきっかけにブレイクした若手が多い。しかし必ずしも若手芸人に限られている訳ではなく、MCの藤井と同期の芸人（ハリウッドザコシショウなど）や先輩芸人（世界のナベアツなど）が出演する場合も少なくない。時に東野よりも先輩にあたる芸人（シルクなど）がパフォーマーとして出演し、注目を浴びることもある。
- 初期には毎週「グラビア枠」と称してグラビアアイドルが出演していたが、2009年以降は出演回数が減っていった。
- コメディアンのみでなく、歌手（バンド）や大道芸人の芸が披露される事がある。また、大道芸人の高度な（荒挽きでない）パフォーマンスの際は、とろサーモンの片方かコンビによって粗い実況を務めることもある。
- お笑い芸人・グラビアアイドル・大道芸人の他に、一般応募のプロではない一般人が出演したり、声優・企業の社長・AV女優・動物タレント・赤ちゃんパフォーマー・高齢パフォーマー・YouTuber・フリーター・ニートなどといった異色のパフォーマーが出演する場合がある。また、稀に不祥事を起こした芸能人や著名人が出演する場合もある。
- 番組のエンディングで一般参加を募っており、実際にあらびき芸を持った素人や、事務所に所属していないフリーの芸人が番組出演を果たした（オープニングナレーションにて「ニューカマーズ・サーカス『あらびき団』」と謳っているのはこの為である）。重政豊やくしゃみ屋など、一般公募からスターになった芸人も多い。

### 演出手法
- 他のお笑い番組とはコンセプトがかなり異なり、粗い芸そのものだけでなく、スタッフの意図的な演出、ライト東野とレフト藤井のリアクションを楽しむことも番組の重要な要素である。
- あらびき芸人は単純な面白さよりもインパクト、シュールさ、良い意味での「くだらなさ」が重視され、2人を意図的に引かせることを目的としたあらびき芸人も多い。世界のナベアツが公言するように芸人が実験ネタを試す場所として出演することが多い。
- スタジオパートではパフォーマーの意気込みや解説、近況が知らされる。それを踏まえたトークの内容に合わせて、パフォーマーの顔写真をCGや合成によって「その場でリアクションをしているような」演出を施す。
- 披露される芸をしばしばネタの途中で切ったり、不必要な間を持たせたりした粗い編集をあえて施すこともある。カメラワークやスイッチングにも、しばしば同様の意図が見られ、ネタそのものではなく演出で笑わせようとする事もある。これが番組の独自の雰囲気を作り出す工夫の一つになっている。
- 開始当初は番組の最後に次回の出場芸人の映像を放送していたが、2009年7月から常連芸人の逸話を紹介するようになった。火曜日に移転してからは再び次回の出場芸人の映像を放送している。
- 番組に複数回出演した芸人が解散もしくは活動休止を発表した場合、パフォーマンス終了後にその理由について簡潔に語られることがある。
- レギュラー放送の収録は東京タワースタジオで行われており、パフォーマーによっては収録スタジオ通路や出入口でパフォーマンスする例も見られた。なお、TBS本社での収録は2013年1月の『ナマイキ!あらびき団 新春お正月2時間SP』以降となる。

## 逸話
- この番組が生まれたきっかけは「人は一人一芸ぐらいは持っているだろう」という発想からだったという[15]。
- 先に『爆笑レッドカーペット』や『コンバット』などの番組に出演経験のある芸人がこの番組に登場時、東野が「この番組にエリートが出たらあかん」と言うことがあった。その逆もあり、『爆笑レッドカーペット』にて「あらびき団」の芸人が普段通りの「あらびき芸」を披露すると、司会の今田耕司がダメ出しをするのがお決まりであった。しかし後期には逆にはんにゃやジャルジャルらといった「エリート」に当たる人気若手芸人たちに東野自らが番組を通じて出演を頼み込むシーンも見られたほか、友近など人気中堅芸人が他番組では出来ないマニアックなネタをかけることがあった。
- プロデューサーの江間浩司曰く、この番組はパフォーマーをどう見せたら面白く出来るかという「演出のプレゼンショー」であるという。収録形態は一日のうち、昼過ぎから午後5時頃までは東野と藤井の出演パート、その後は午前6時頃までパフォーマーたちの芸を50本ほど、通常は3週分のそれぞれの収録を行っているということである[16]。
- 普段活動している芸名とは違った芸名で出演することがある(渡辺ラオウ（おかゆ太郎）、ベルセルク三好（ミヨポン 三好宏明）[注 6]、パンダーズ（ガッポリ建設）、天津飯兄弟（すっぽん大学）、ジーパン兄弟（ダルメシアン）など)。また、その後もその芸名でメディアに取り上げられることもある。しかし『エンタの神様』等とは異なり、普段の芸名や活動についてネタ後に紹介されることもある。
- 2008年12月22日放送の『やりすぎコージー』のはるな愛の密着企画の一環でスペシャルコラボが行われた。
- 2009年7月4日放送の『王様のブランチ』で拡大スペシャルの告知を兼ねた特集企画が放送された。
- 2022年2月7日放送の『ラヴィット!』にゴールデンスペシャルの番組宣伝を兼ねてライト東野とレフト藤井がゲスト出演のはずだったが、新型コロナウイルス感染で番組MCの川島明（麒麟）が欠席したため、急遽東野と藤井が『あらびき団』の姿で代理MCを務めた[17]。

## 出演者

### MC
司会担当。名前通りライト東野は向かって右に、レフト藤井は向かって左にいる。
- ライト東野（東野幸治）
- レフト藤井（藤井隆）

### あらびきスター
- No.1：天竺鼠 川原 - 頭に茄子のかぶりものをしたキャラで出演。最後に「眠た〜い!」と叫ぶ[18]。
- No.2：カノン（樋山潤、田丸裕章） - 毎回、日本各地のマイナーな動物園の見所を、二人で徐々に熱くなりながら紹介する漫談を披露。
- No.3：安穂野香 - 独特の風貌（セーラー服を着たおじさん）から、悪意のあるカメラワークの標的にされた。2017年12月の復活スペシャルをもって卒業したが、あら-1グランプリ2022ではHonoka-Annとして登場した。
- No.4：ベルセルク三好 - 自身の乳首に洗濯ばさみを付けて引っ張るネタを披露。
- No.5：ビタミンS（中野将幸、中野舞子） - 実の兄妹コンビという事で「リアル兄妹」と評されている。代表作は将幸が実況アナ、舞子が藤原紀香に扮する「K-1実況モノマネ」、将幸が小林旭、桑名正博のモノマネをしつつのコント等。
- No.6：夙川アトム - 昭和バブル期のテレビ業界人のモノマネでの紙芝居を披露。
- No.7：パンダーズ（小堀敏夫、室田稔） - パンダの着ぐるみを被って、パンダの動きを真似するコンビ。
- No.8：ふとっちょ☆カウボーイ - この番組でMCの東野により「ジュニー・ザ・ピンボール」から現在の芸名へ改名させられる。
- No.9：かたつむり（中澤章吾、林大介） - ハイテンションな漫才が売りであった。
- No.10：どぶろっく（森慎太郎、江口直人） - 毎回、下品な歌詞だが良い声の自作の歌ネタ（アカペラ）を披露。キングオブコント2019王者。
- No.11：エハラマサヒロ - 第1回より出演。2009・2010年とR-1ぐらんぷり準優勝。その後、復活スペシャルで以前と変わらぬ下ネタ系歌ネタを披露。
- No.12：渡辺ラオウ - 体を張ったネタを披露。決め台詞は「この程度か!」。初単独ライブのタイトルはライト東野が命名。芸名にある“ラオウ”の名は漫画・アニメ『北斗の拳』シリーズに登場する同名のキャラクターから由来[注 7]。
- No.13：リー5世 - 自身が体験した不幸な出来事を再現した1人コントを披露。「シバイタロウカ!」が決め台詞となっている。
- No.14：モンスターエンジン（西森洋一、大林健二） - 「暇をもてあました神々」「ゴッドハンド洋一」のコントで出演。両者ピンでの出演もあり。
- No.15：BBゴロー - 毎回、稲川淳二のモノマネでのグルメレポートネタで出演。
- No.16：ガリガリガリクソン - 主に「ニート漫談」、不定期で「好きな歌手占いネタ」を披露。「お〜怖っ!」というギャグで注目を浴び、関西ローカルでは複数のレギュラー番組を持つようになった。
- No.17：ハリウッドザコシショウ - 初回から出演。お手製のダンボールの着ぐるみで扮する「キャラクター漫談」等を披露。番組の最多出演者で「キング・オブ・あらびき」と評されていたが、2年目ぐらいには出演が減り、一時期はナベアツに出演回数を抜かれていた。しかし、その後は出演頻度も回復し、最終的に出演回数32回の番組の最多出演回数を誇った。「ナマイキ!」では着ぐるみを封印してモノマネが中心となる。また、2016年以降に不定期の特別番組として放送されている回にも毎回欠かさず出演していた[19]（ただし2022年の2夜連続SPは欠場）。あら-1グランプリ2014優勝を経て、2016年にはR-1ぐらんぷりを獲得し、番組発スターのひとりとなった。
- No.18：はるな愛 - 毎回、エアあややを披露。番組一の出世頭と呼ばれるほどこの番組をきっかけに大ブレイクする。ブレイク後は番組から距離を置いていたが『あらびき団2021』で久々に出演した。
- No.19：アイヒマンスタンダード - 松竹のコンビ芸人・ピーマンズスタンダードの南川の変名。韓国のバックダンサー「ぺ」というキャラで韓国あるあるネタを披露。彼の芸のあとに、他の芸人がネタをパクった芸を披露することもあった。
- No.20：恋愛小説家 西野 - 事務所の先輩、アイヒマンのネタをパクったイタリア版を披露。
- No.21：世界のナベアツ（現・落語家桂三度）- 代表作は「3の倍数と3が付く数字の時だけアホになるネタ」（派生あり）、「B'zのultra soulに助けてもらおうネタ」等。この番組の出演をきっかけに他のネタ番組への出演も多くなった。一時期はザコシショウの出演回数を抜き、最多の出演回数を誇り「マスター・オブ・あらびき」と評されていたが、番組の放送終了まで差し掛かると自身の出演が減り、最終的にハリウッドザコシショウの次の2番目に出演回数が多いあらびきスターとなった。
- No.22：メグちゃん - 自称アイドル芸人。厳格な家庭で一度降板していた時期もあったがその後は継続して出演、復活スペシャルでは結婚披露宴が行われた。
- No.23：風船太郎 - スパッツ一丁で大きな風船に入ったまま、様々なアクロバット芸を披露。2度目の登場以降、最後辺りでいつも風船が割れてしまう為、「失敗王子」と評されている。

#### 番組のみであらびきスター扱いされるパフォーマー
- みっちー - 福山雅治のものまねで他の芸人のネタを披露することから、「パクリ王子」「芸人キラー」と称される。その後、同じく福山のものまねをする大山英雄とセットで登場するようになった。
- 鳥居みゆき - 2008年5月28日を最後に出演しなくなっていたが、2008年11月12日に6ヶ月ぶりに出演した。
- みちゃこ - メガネとツーテールと出っ歯が印象的な女性芸人。自称アイドル芸人。
- キュートン - 「番組の顔」と紹介される。独特な創作ダンスのパフォーマンスで有名。2010年には、創作ダンスコントの動画投稿コンテスト『キュートン甲子園』が開催された。
- 楽しんご♥ - あらびきダンスフェスで優勝。
- 庄司智春（品川庄司）
- かまいたち[20]
- Bコース ハブ - レギュラー放送終了後はピン芸人（ハブサービス→歩子）となるが引き続き出演[21]。
- マリリンジョイ
- あかつ - 『爆笑そっくりものまね紅白歌合戦スペシャル』に一般応募枠で出演した際、司会の今田が東野に対して「君んとこのコやろ!」と言い放った。
- AMEMIYA
- くしゃみ屋 - バランスボールにダイブするパフォーマンス。
- しずもさん - 80歳からお笑い芸人となった大正14年生まれの女性。一人漫談をするが、途中でネタを忘れてしまう。2012年逝去[22]。
- とくこ - 西田ひかるのモノマネであるあるネタを言う。
- りなんなん - 『やっぱ好きやねん』や『悲しい色やねん』といった大阪をテーマにした曲をアイドル風に歌う。
- バターぬりえ - あら-1グランプリ2013優勝[23]。
- ふーみん - 復活スペシャルより出演。『ウチのガヤがすみません!』に起用されるもこれといった活躍ができず[24]。あら-1グランプリ2017優勝。
- スルメ - ナマイキ!あらびき団より出演。自作の段ボール製ルーレットで示された一芸を披露するも、早口な上に滑舌が非常に悪い。あら-1グランプリ2018・2022優勝。

### エンディング告知
2人が隔週で告知。主に1週ずつだが稀に2週連続で行う場合もある。
- ひろみ（旧芸名「裕美」：第78回放送エンディングにて芸名変更本人より告知）
- 三澤理栄

### ナレーター
- 服部伴蔵門
- とろサーモン 村田
  - 村田はパフォーマーとしての出演ではなく、あらびきではない芸（主に大道芸人）のナレーションを担当する。番組内での実況は、福岡ローカルで活躍するナレーター「児玉育則」のナレーションにソックリである。アッキーに大道芸人からの刺客として実況をモノマネされたことがある。
- 若井おさむ
- 桜 稲垣早希
  - 番組プロデューサーが村田を飽きてしまい、2009年7月8日放送の大道芸実況オーディションで採用（7月8日-10月28日）[注 8]。
- とろサーモン 久保田
- キャン×キャン 長浜
- 森本レオ
  - アムロ&アスカが余りにも不評だったので開いた「J-1グランプリ」（2009年12月放送）で評価の高かった上位3名が採用。しかし、実際に実況を担当しているのは久保田だけであった（例外は「大あらびき団in沖縄」での長浜）。久保田は風俗店MC風のナレーションを行う。
- 南海キャンディーズ 山里亮太（2022年2月12日）

### ゲスト
※拡大スペシャルではライト東野とレフト藤井に加え、センターにゲストが1人ずつ出演して3人であらびき芸を見届けていた。
- 中川翔子、勝俣州和 、南野陽子、中尾明慶 - 2008年4月2日放送
- 団長（浜田雅功）、テリー伊藤 - 2008年10月1日放送
- 藤本美貴、中田カウス - 2008年12月24日放送
- 若槻千夏 - 2009年7月29日放送
- 鈴木杏樹、岡村隆史 - 2010年3月31日放送
- レッド今田（今田耕司） - 2010年9月7日放送
- ジャッジ スザンヌ（スザンヌ）、アース ジュニア（千原ジュニア） - 2010年11月30日放送
- ジンジャー西山（西山茉希）、キュートン剛（堂本剛） - 2011年2月1日放送
- ホラン千秋、博多大吉 - 2016年12月28日放送
- 指原莉乃 - 2017年7月13日放送、2018年12月30日放送
- ウイング本田（本田翼） - 2017年12月29日放送
- 滝沢カレン - 2021年10月15日放送、2022年8月2日放送、同年8月3日放送
- 菅野美穂 - 2022年2月12日放送

## 過去の出演パフォーマー（あらびき団員）
- カッコ内は出演回数。リンクつきは初登場。
- ※：グラビア枠
- 以下の実況が付いたもの
  - ◎：とろサーモン 村田
  - ☆：若井おさむ&桜 稲垣早希
  - △：とろサーモン 久保田

## スペシャル放送（拡大版）

### 90分拡大なんて超スゴクねぇSP：第23回（2008年4月2日放送）
番組を4つのブロックに分けてゲストをそれぞれのブロックで呼び（“センター”に位置）、ゲストのお宝映像も交えてネタ見せを繰り広げる。

### 1周年記念90分拡大SP：第46回（2008年10月1日放送）
番組を3つのブロックに分けてゲストを最初と最後のブロックで呼び（“団長”もしくは“センター”に位置）、ネタ見せを繰り広げる。また、途中のブロックでスペシャル企画としてトークコーナーも放送された。

### 聖夜の90分拡大SP：第56回（2008年12月24日放送）
藤本美貴がゲストの歌ネタスペシャルパート、中田カウスがゲストのパート、その中間に「あらびきパフォーマー重大ニュースBEST5」と称した構成。また、世界のナベアツの「T-BOLANネタ」の時のギター担当が明らかにされた（PLECTRUMのタカタタイスケ）。

### 夏祭り!あらびき団 60分拡大SP：第84回（2009年7月29日放送）
ゲストは若槻千夏。第81回の放送で行われた大道芸実況オーディションによって選ばれた若井おさむ・桜 稲垣早希による「アムロ&アスカ」がとろサーモン 村田に代わり、二代目 大道芸実況として実況を行った。

### 大あらびき団 in 沖縄 90分拡大SP：第112回 （2010年3月31日放送）
第2回沖縄国際映画祭に合わせた収録で、冒頭ではレッドカーペットを歩いた映画関係者に出演交渉をした。本編は沖縄の粗挽き芸人によるパフォーマンス「あらびき団大予選会IN沖縄」（沖縄コンベンションセンターに隣接するビーチステージでの公開収録、ゲスト・鈴木杏樹）と、センター岡村（岡村隆史）が過去の映像から選んだパフォーマーの傑作選パート（スタジオ収録）をからめた構成。

## 歴代エンディングテーマ
- KAME&L.N.K 『僕らは強く生きている』 （2007年10月 - 11月）
- SEAMO 『Hey Boy, Hey Girl feat. BoA』 （2007年12月 - 2008年1月）
- AKB48 『桜の花びらたち2008』 （2008年2月 - 3月）
- ketchup mania 『PLEASE!MARRY!ME!!』 （2008年4月 - 5月）
- BREAKERZ 『SUMMER PARTY』 （2008年6月 - 7月）
- GIRL NEXT DOOR 『偶然の確率〜ice cream mix〜』 （2008年8月 - 2008年9月）
- ONE OK ROCK　『恋ノアイボウ心ノクピド』　（2008年10月 - 2008年11月）
- シド　『2℃目の彼女』　（2008年12月 - 2009年1月）
- 三浦大知　『Your Love feat.KREVA』　（2009年2月 - 2009年3月）
- 詩音　『Rain Of Tearz』　（2009年4月 - 5月）
- FLOW　『NUTS BANG!!!』（2009年6月 - 7月）
- 詩音　『SUMMER TIME LUV feat.YOUNG DAIS』　（2009年8月 - 2009年9月）
- ムック　『フリージア』　（2009年10月 - 2009年11月）
- w-inds.　『Truth〜最後の真実〜』　（2009年12月 - 2010年1月）
- ONE OK ROCK　『完全感覚Dreamer』　（2010年2月 - 2010年3月）
- IKKO　『ゴージャスゥ〜!』　（2010年4月 - 2010年5月）
- SuG　『小悪魔Sparkling』　（2010年6月 - 2010年7月）
- 高橋優　『素晴らしき日常』　（2010年8月 - 2010年9月）
- URATA NAOYAfeat.ayumi hamasaki　『Dream ON』　（2010年12月 - 2011年1月）
- 北乃きい　『絆』　（2011年2月 - 2011年3月）
- Cinemaglam　『LOVEコレクション』　（2011年4月 - 2011年5月）
- Ms.OOJA　『Cry day...』　（2011年6月 - 2011年7月）
- 吉田山田　『約束のマーチ』　（2011年8月 - 2011年9月）
  - その他、オープニング、パフォーマー紹介、募集告知のシーンでDragon Ash 『Fantasista』が使用されている。

## 放送局と放送時間
| 放送対象地域   | 放送局                    | 系列    | 放送日時                           | 遅れ       |
| -------------- | ------------------------- | ------- | ---------------------------------- | ---------- |
| 関東広域圏     | TBSテレビ（TBS）          | TBS系列 | 火曜 23時45分 - 翌0時20分          | 制作局     |
| 山形県         | テレビユー山形（TUY）     | TBS系列 | 火曜 23時50分 - 翌0時20分          | 同時ネット |
| 福島県         | テレビユー福島（TUF）     | TBS系列 | 火曜 23時50分 - 翌0時20分          | 同時ネット |
| 新潟県         | 新潟放送（BSN）           | TBS系列 | 火曜 23時50分 - 翌0時20分          | 同時ネット |
| 長野県         | 信越放送（SBC）           | TBS系列 | 火曜 23時50分 - 翌0時20分          | 同時ネット |
| 静岡県         | 静岡放送（SBS）           | TBS系列 | 火曜 23時50分 - 翌0時20分          | 同時ネット |
| 石川県         | 北陸放送（MRO）           | TBS系列 | 火曜 23時50分 - 翌0時20分          | 同時ネット |
| 岡山県・香川県 | 山陽放送（RSK）           | TBS系列 | 火曜 23時50分 - 翌0時20分          | 同時ネット |
| 高知県         | テレビ高知（KUTV）        | TBS系列 | 火曜 23時50分 - 翌0時20分          | 同時ネット |
| 熊本県         | 熊本放送（RKK）           | TBS系列 | 火曜 23時50分 - 翌0時20分          | 同時ネット |
| 沖縄県         | 琉球放送（RBC）           | TBS系列 | 火曜 23時50分 - 翌0時20分          | 同時ネット |
| 大分県         | 大分放送（OBS）           | TBS系列 | 火曜 1時20分 - 1時50分（月曜深夜） | 6日遅れ    |
| 愛媛県         | あいテレビ（ITV）         | TBS系列 | 火曜 23時50分 - 翌0時20分          | 14日遅れ   |
| 中京広域圏     | 中部日本放送（CBC）       | TBS系列 | 水曜 0時55分 - 1時25分（火曜深夜） | 14日遅れ   |
| 山梨県         | テレビ山梨（UTY）         | TBS系列 | 水曜 1時25分 - 1時55分（火曜深夜） | 14日遅れ   |
| 岩手県         | IBC岩手放送（IBC）        | TBS系列 | 水曜 23時50分 - 翌0時20分          | 15日遅れ   |
| 宮城県         | 東北放送（TBC）           | TBS系列 | 木曜 0時05分 - 0時35分（水曜深夜） | 15日遅れ   |
| 鹿児島県       | 南日本放送（MBC）         | TBS系列 | 木曜 0時20分 - 0時50分（水曜深夜） | 15日遅れ   |
| 青森県         | 青森テレビ（ATV）         | TBS系列 | 木曜 0時25分 - 0時55分（水曜深夜） | 15日遅れ   |
| 山口県         | テレビ山口（tys）         | TBS系列 | 木曜 0時47分 - 1時17分（水曜深夜） | 15日遅れ   |
| 宮崎県         | 宮崎放送（MRT）           | TBS系列 | 木曜 0時55分 - 1時25分（水曜深夜） | 15日遅れ   |
| 北海道         | 北海道放送（HBC）         | TBS系列 | 金曜 0時20分 - 0時51分（木曜深夜） | 16日遅れ   |
| 福岡県         | RKB毎日放送（RKB）        | TBS系列 | 金曜 0時55分 - 1時25分（木曜深夜） | 16日遅れ   |
| 近畿広域圏     | 毎日放送（MBS）           | TBS系列 | 土曜 0時20分 - 0時50分（金曜深夜） | 80日遅れ   |
| 富山県         | チューリップテレビ（TUT） | TBS系列 | 日曜 1時43分 - 2時13分（土曜深夜） | 11日遅れ   |
| 鳥取県・島根県 | 山陰放送（BSS）           | TBS系列 | 土曜 0時20分 - 0時50分（金曜深夜） | 不明       |
| 長崎県         | 長崎放送（NBC）           | TBS系列 | 金曜 0時30分 - 1時00分（木曜深夜） | 不明       |
| 広島県         | 中国放送（RCC）           | TBS系列 | 火曜 0時50分 - 1時20分（月曜深夜） | 90日遅れ   |

## スタッフ

### 最終回時点
- 総合演出：原田浩司
- 構成：中野俊成、松本真一、興津豪乃、遠藤敬、岸本浩二、森、柴田健太郎、今井太郎
- CAM：五十嵐陽
- AUD：渡辺拓
- VE：柳沼修
- 照明：翁美希子
- 美術進行：佐藤研英
- 美術デザイン：松井夢壮、姉川たく（カニカピラ）、田中利明
- ヘアメイク：TEES
- スタイリスト：山岡かおり
- 編集：蓮田貴志、鈴木大知、鈴木建介
- MA：中村裕子
- 音効：石川良則
- CG：長澤剛史
- PR：小山陽介
- AD：尾崎まなみ、高橋尚史、伊藤竜太、山村勇介、佐藤国秀
- ディレクター：相澤雄、齋藤慎一郎、大森千代美、岩津匡洋、一場孝夫
- AP：中野加奈子（NET WEB）、森俊和（よしもとクリエイティブ・エージェンシー）
- 制作プロデューサー：村田聡子・中塚大悟（NET WEB）
- プロデューサー：江間浩司（NET WEB）、宮本稔久（よしもとクリエイティブ・エージェンシー）
- 技術協力：スウィッシュ・ジャパン、テクノマックス、三雅、ザ・チューブ、テレビ東京アート、SPOT、VOXEL
- 制作協力：吉本興業
- 製作：NET WEB、TBS

### 復活スペシャル
「あらびき団2024新春」（2024年1月9日放送）
- 構成：中野俊成、松本真一、遠藤敬、森、細川拓朗
- TM：森和哉（TBS）
- CAM：五十嵐陽
- VE：武藤康広（以前も担当）
- AUD：小澤真琴
- 照明：木村郁恵
- CG：松井夢壮
- 美術プロデューサー：羽田一成（以前は美術制作）
- 美術ディレクター：小倉樹
- 装置：武井恵美
- 装置操作：楢田祥之（以前も担当）
- 電飾：渡辺竜也(明)（以前も担当）
- メイク︰林杏
- ヘアメイク：Tron Tokuo inc.
- スタイリスト：山岡かおり
- 編集：鈴木建介、鈴木大知
- MA：伊藤慎吾
- 技術協力：スウィッシュ・ジャパン、ザ・チューブ（以前は協力）、SPOT
- 音効：石川良則、沢井隆志
- 編成：松本佳奈子（TBS）
- デスク：片桐正子
- 宣伝：山岡将成・豊岡聡美（共にTBS）
- AD：菅桃香、渡邊萌、岩田優真
- AP：飯田愛美
- ディレクター：木村亮（以前はディレクター→演出→一時離脱）、大森千代美、長谷川裕貴、檜森俊太（檜森→以前はAD）
- プロデューサー：高柳健人（TBS）、福田菜々美（吉本興業、以前はAP→担当プロデューサー）、中間拓郎・松井徹（MONSTER FORCE、共に以前はプロデューサー→担当プロデューサー）
- 総合演出：原田浩司（NET WEB→ザ・チューブ）
- 制作協力：吉本興業、MONSTER FORCE、マンマミーア
- 製作著作：TBS

### 過去のスタッフ
レギュラー版
- 総合演出：渡辺剛（NET WEB）
- AD：石川千成、由茅奈保美、ナオミ・ヤユガ（ケニア）（美女）、沖島新菜、濱田禮徳、田中雄大
- ディレクター：川向涼子、本間和美、木村亮
- AP：山下征志・土屋達彦・城下拓也・中原隆二・沖本翔子（よしもとクリエイティブ・エージェンシー）、八木愛子
- 編成：山田康裕
- PR：國重希理佳
- 編集：鈴木建介
- MA：伊藤慎吾
- VTR編集：蓮田貴志

復活スペシャル版
- 構成：興津豪乃、岸本浩二、佐藤篤志、清水隆佑、柴田健太郎、今井太郎
- TM：近藤明人（TBS）
- AUD：玉城善彦
- VE：柳沼修、安井康喜、横川友之
- 照明：渋谷康治、木戸昭彦
- 美術プロデューサー：山口智広（TBS、以前は美術）
- 美術ディレクター：水落沙羅（以前は美術制作）、高山彩佳、小坂青一郎
- 美術制作：鈴木直美
- 電飾：羽生安寿
- 装置：尻無浜宏人、佐藤恵美
- 特殊装置：朝熊智浩
- 装置操作：桜井和則、田村勝行
- 小道具：川原栄一
- 衣装：原口恵里、アマランス
- 持道具：小松絵里子
- メイク：坂間亜由美、TEES、柿本穂乃香、北山久美子、村上由希菜、濱崎亜由美
- ヘアメイク：柳美保（Tron Tokuo inc.）
- MA：中村裕子
- 技術協力：TACT（旧 ティ・エル・シー）
- 撮影協力：MCIP、島根県大田市立仁摩小学校
- TK：後藤有紀
- 編成：嵯峨祥平・高橋智大・杉本篤・寺田淳史（共にTBS）
- 宣伝：清水由花・國井応起・落合真美・久永洋平・原美穂乃・中島聡・小谷有美（共にTBS）
- AD：川島未幸、田端裕一、水上右太、仲田和史、三浦匠、佐藤可菜里、齊藤正明、唐木優介、大槻海冬、飯田愛美、林穂乃花、戸邉綾香、小倉早貴、圓山功大、手塚由実、諸角諒（諸角→以前も担当）、杉山美香、松浦未奈、成田拓真
- ディレクター：藤田豊平、碧木旭
- AP：米村唯（よしもとクリエイティブ・エージェンシー）、中野加奈子（NET WEB→）、梅津菜々穂（梅津→以前はAD）、上原彩子、山﨑遥加
- 担当プロデューサー：樋江井彰敏（TBS、一時離脱→復帰）、中塚大悟（NET WEB→ザ・チューブ、以前はプロデューサー→一時離脱）
- プロデューサー：亀井俊徳・真壁正彦（よしもとクリエイティブ・エージェンシー）、近藤陽子・髙森雅樹（吉本興業）
- 協力：NET WEB

## 関連商品
書籍
- あらびき団公式パンフレット（ワニブックス）

DVD
- あらびき団presents 安穂野香（ヨシモト:RandC）2008
- あらびき団 第1回本公演 （ヨシモトRandC）2009
- あらびき団アンコールVol.1 あの素晴らしい芸をもう一度（ヨシモトRandC）2009年
- あらびき団アンコールVol.2 あの素晴らしい芸をもう一度（ヨシモトRandC）2009年
  - 「アンコール」は、特典ディスクつきの初回限定BOXも同時発売。

- あらびき団　第2回本公演 〜ミュージックパワー〜（ヨシモトRandC）2011年
- あらびき団 リバイバル公演 ライト東野セレクション厳選50組（ヨシモトRandC）2012年
- あらびき団 リバイバル公演 レフト藤井セレクション厳選50組（ヨシモトRandC）2012年
  - 「リバイバル公演」は、特典映像を同時収録した初回限定BOXも同時発売。

- ナマイキ! あらびき団 新作公演!? 〜実は地下で2年やってました〜 vol.1 ライト東野セレクション 厳選30組（ヨシモトRandC）2014年
- ナマイキ! あらびき団 新作公演!? 〜実は地下で2年やってました〜 vol.2 レフト藤井セレクション 厳選30組（ヨシモトRandC）2014年
- あらびき団 復活記念公演〜やっと地上波に帰ってきたSP2017〜（ヨシモトRandC）2017年

CD

## ナマイキ!あらびき団
2012年10月12日より、第2シーズンとなる『ナマイキ!あらびき団』（ナマイキ!あらびきだん）として地上波終了以来1年ぶりに復活した。
毎週金曜日23:00より吉本興業の動画サイト「YNN（ワイ・エヌ・エヌ）」にて初回無料配信した後、10月27日よりTBSチャンネル2でレギュラー放送開始。12月より「TBSオンデマンド」にて配信していた。2013年10月以降はTBSチャンネル2からTBSチャンネル1に変更。2013年8月31日には「あらびき団 presents あら-1グランプリ2013 〜売れずに終わってもつかみたい称号がある!?〜」が開催された（ニコニコ動画でも生配信）。YNNでは2014年10月8日に生配信（TBSチャンネル1では同年11月22日初回放送）された「あら-1グランプリ2014」をもって終了。
基本的な配信・放送時間はYNNでの生配信のときは60分、収録の場合は30分となる。TBSチャンネル1では毎週土曜日23:00から初回放送、23:30（または翌0:00）から再放送を実施していた。
この時期に活躍したパフォーマーには、河嶋まいこ、ギャルズ、さんびーち、スルメ、ソドム、バターぬりえ、増山緑、マヂカルラブリー、ミステリーウーマンfeat.M、ローズヒップファニーファニー、ヲタルなどがいる。

### 番組の流れ
- 番組のオープニングでは出演者がそれぞれ「ライト東野」「レフト藤井」さらに「（ゲストの名前）」と書かれたプラカードを持ち、裏返すと「ナマイキ!あらびき団」と番組タイトルが表示される。タイトルコールは「ライト東野です!レフト藤井です!○○です!（ゲストがいる場合）ナマイキ!あらびき団〜!!」と出演者たちが叫ぶ。
- YNNでの生配信時（60分版）では、東野・藤井・ゲストとのフリートークから始まり、第1シーズン（地上波時代）同様あらびき芸人の芸が披露されたあと、藤井が芸人の簡潔なプロフィールが書かれたフリップをカメラに向けて見せながら、芸人の意気込みや解説、近況が知らされる。収録（30分版）では、出演者のタイトルコールからいきなりあらびき芸人の芸が披露される。
- 番組の収録先は吉本興業の東京本社となっており、時折本社を訪れた芸人が飛び入りでゲスト出演することもあった。
- ネット配信を前提としているため、第1シーズンとは異なり東野・藤井らがいるスタジオ部分では、テロップは収録・30分版の時に必要最低限に使用する程度である。また、トークに関しても地上波時代に比べ際どい内容が多い。
- パフォーマーのセットは地上波版とほぼ同じに見えるが、実物は書き割りとなっている。
- 大道芸人のパフォーマンスではとくこが実況を務め、パフォーマンス後半では乱入して強引にコラボレーションをしていた。また、とくこはあらびき芸中に挿入されるナレーションも担当した。
- 番組の最後に東野が「製作著作（上段） TBS 吉本興業（下段・両社のシンボルマークつき）」と書かれたフリップを出して、カメラがそのフリップにズームアップして番組を締める。収録・30分版の場合には編集により字幕で表示することもある。

## パラビき!パラビき!あらびき団 〜四天王編〜
動画配信サービス「Paravi（パラビ）」開局記念特別番組として2018年4月13日より7月6日まで配信され（毎週金曜日配信で全13回）、「あらびき四天王」を決めるトーナメントが開催された。オーディション選出による48組、2回戦より出場のレジェンド枠（地上波時代からの出演者および「あら-1グランプリ」優勝者）の8組が出演し、毎週8組の中からライト東野の独断で4組が勝ち抜けるトーナメント方式。4組決められなかった場合や辞退などで欠員が生じた場合はリザーバーが投入されるという『グラップラー刃牙』における最大トーナメントのシステムを借用している。どぶろっく、竹下ポップ、三福エンターテイメントが四天王に選出された。3組なのは4人だからではなく、決勝戦で本命視されていた出演者たちが棄権したためである。
7月5日（4日深夜）にTBS、7月6日（5日深夜）にテレビ東京で放送された『パパパパラビ!』では、あらびき芸人（天竺鼠 川原、どぶろっく、ぬゅぬゅゅゆゅゅゅゅゅ、ハブサービス、風船太郎）がPRのためゲスト出演し、後半のテレビ東京パートではネタを披露した。